# Geelong Tour
El Geelong Tour va ser un cursa ciclista femenina per etapes que es disputava anualment a Austràlia de 1998 a 2011. Va començar amb el nom de Tour de Snowy, ja que es feia per les Snowy Mountains. A partir del 2004 ja es va conèixer com a Geelong Tour, per estar ubicat als voltants de la ciutat de Geelong a l'estat de Victòria

## Palmarès
| Any                | Vencedora           | Segona              | Tercera             |
| Tour de Snowy      |                     |                     |                     |
| ------------------ | ------------------- | ------------------- | ------------------- |
| 1998               | Deirdre Demet-Barry | Anna Millward       | Jeannie Longo       |
| 1999               | Tracey Gaudry       | Karen Kurreck       | Lenka Ilavska       |
| 2000               | Genevieve Jeanson   | Tracey Gaudry       | Anna Millward       |
| 2001               | Kimberley Bruckner  | Zinaida Stahurskaia | Margaret Hemsley    |
| 2002               | Judith Arndt        | Mirjam Melchers     | Susanne Ljungskog   |
| The Bellarine Tour |                     |                     |                     |
| 2003               | Olivia Gollan       | Katie Mactier       | Margaret Hemsley    |
| Geelong Tour       |                     |                     |                     |
| 2004               | Oenone Wood         | Katie Mactier       | Katherine Bates     |
| 2005               | Oenone Wood         | Susanne Ljungskog   | Judith Arndt        |
| 2006               | Oenone Wood         | Melissa Holt        | Svetlana Bubnenkova |
| 2007               | Nicole Cooke        | Larissa Kleinmann   | Judith Arndt        |
| 2008               | Christiane Söder    | Ina-Yoko Teutenberg | Susanne Ljungskog   |
| 2009               | Carly Light         | Louise Kerr         | Jenny McPherson     |
| 2010               | Joanne Hogan        | Laura Luxford       | Zoe Watters         |
| 2011               | Rebecca Wiasak      | Kendelle Hodges     | Jessica Mundy       |